# Curtis Lee
Curtis Edwin Lee (Yuma (Arizona), 28 de octubre de 1939 – Yuma (Arizona), 8 de enero de 2015) fue un cantante estadounidense de principios de los 60 bajo la producción de Phil Spector. Fueron "Pretty Little Angel Eyes" (US #7) y "Under the Moon of Love" (U.S. #46).

## Carrera
Lee comenzó su carrera en 1959. Viajó a Nueva York en 1960 para Dunes Records. Escribió algunas canciones con Tommy Boyce, en ese periodo. Sus primeros tres singles fueron "Special Love", "Pledge of Love", y "Pretty Little Angel Eyes". En el Reino Unido, "Pretty Little Angel Eyes" llegó a la posición 47 en 1961. "Pretty Little Angel Eyes" fue versionada por Zombina and the Skeletones y Showaddywaddy.
Olvidado en el mundo de la música, entró en la industria de la construcción con su padre en 1969. Murió de cáncer el 8 de enero de 2015 en su localidad natal a los 75 años..

## Singles
| Año  | Single                           | Chart Positions | Chart Positions |
| Año  | Single                           | US              | Label           |
| ---- | -------------------------------- | --------------- | --------------- |
| 1959 | "With All My Heart (I Love You)" | -               | Warrior         |
| 1959 | "Pure Love"                      | -               | Warrior         |
| 1961 | "Pledge Of Love"                 | 110             | Dunes           |
| 1961 | "Pretty Little Angel Eyes"       | 7               | Dunes           |
| 1961 | "Under The Moon Of Love"         | 46              | Dunes           |
| 1962 | "Just Another Fool"              | 110             | Dunes           |
| 1966 | "Is She In Your Town"            | -               | Mira            |